# 1886
- Wikisource

| Calendário gregoriano                                                        | 1886 MDCCCLXXXVI                    |
| Ab urbe condita                                                              | 2639                                |
| Calendário arménio                                                           | 1335 – 1336                         |
| Calendário bahá'í                                                            | 42 – 43                             |
| Calendário budista                                                           | 2430                                |
| Calendário chinês                                                            | 4582 – 4583 Início a 4 de fevereiro |
| Calendário copta                                                             | 1602 – 1603                         |
| Calendário etíope                                                            | 1878 – 1879                         |
| Calendários hindus - Vikram Samvat - Calendário nacional indiano - Cáli Iuga | 1941 – 1942 1807 – 1808 4986 – 4987 |
| Calendário Holoceno                                                          | 11886                               |
| Calendário islâmico                                                          | 1304 – 1305                         |
| Calendário judaico                                                           | 5646 – 5647                         |
| Calendário persa                                                             | 1264 – 1265 Início a 21 de março    |
| Calendário rúnico                                                            | 2136                                |
| Calendário solar tailandês                                                   | 2429                                |

1886 (MDCCCLXXXVI, na numeração romana) foi um ano comum do século XIX do actual Calendário Gregoriano, da Era de Cristo,  e a sua letra dominical foi C, totalizando 52 semanas, com início a uma sexta-feira e terminou também a uma sexta-feira.
| Ano completo                       |
| ---------------------------------- |
| Ano comum com início à sexta-feira |

## Acontecimentos

### Janeiro
- 1 de janeiro - A Birmânia é oferecida como prenda de aniversário à Rainha Vitória, depois de o país ser anexado à Índia Britânica em novembro de 1885.
- 29 de janeiro - Karl Benz (Inventor, com Gottlieb Daimler, do automóvel movido a gasolina) registra a patente (DRP 37435) e em julho apresenta o primeiro automóvel.

### Março
- 29 de março - Wilhelm Steinitz vence Johannes Zukertort e consagra-se o 1º Campeão Mundial de Xadrez.

### Maio
- 2 de maio
  - Inaugurado o Passeio Público, em Curitiba.
  - Guerra do Paraguai: a Batalha de Estero Bellaco foi uma das mais sangrentas.
- 8 de maio - A Coca Cola é vendida pela primeira vez, nos Estados Unidos.

### Agosto
- 13 de agosto: Incidente de Nagasaki

### Setembro
- 9 de setembro - É realizada a Convenção de Berna, que trata dos direitos autorais sobre as obras literárias e artísticas.

### Outubro
- 28 de outubro - Inaugurada a Estátua da Liberdade, no porto de Nova Iorque.

## Nascimentos
- 24 de janeiro - Henry King, realizador americano. (m. 1982)
- 28 de janeiro - Sam McDaniel, ator americano (m. 1962).
- 30 de janeiro - Alexander Zaïd, sionista russo (m. 1938).
- 31 de janeiro - Alfonso López Pumarejo, Presidente da República da Colômbia de 1934 a 1938 e de 1942 a 1945 (m. 1959).
- 11 de fevereiro - Antônio de Almeida Lustosa, bispo brasileiro. (m. 1974)
- 16 de março - Kim Du-bong, presidente da Coreia do Norte de 1948 a 1957 (m. 1958).[1]
- 19 de abril - Manuel Bandeira, poeta, cronista, memorialista e crítico brasileiro (m. 1968)
- 26 de abril - Ma Rainey, cantora de blues afro-americana (m. 1939)
- 10 de maio - Karl Barth, teólogo suíço (m. 1968)
- 17 de maio - Afonso XIII de Espanha, rei de Espanha de 1886 a 1931 (m. 1941)
- 3 de julho - Ievguêni Preobrajenski, economista e revolucionário russo (m. 1936)
- 29 de junho - Robert Schuman, estadista francês, o "pai da Europa" (m. 1963).
- 1 de julho - Artur de Souza Nascimento, músico brasileiro (m. 1957).
- 6 de julho - Marc Bloch, historiador francês. (m. 1944)
- 18 de julho - Simon Bolivar Buckner, Jr., general dos Estados Unidos durante a Segunda Guerra Mundial. (m. 1945)
- 27 de agosto - Octávio Mangabeira, engenheiro, professor e político brasileiro, imortal da ABL (m. 1960).
- 1 de setembro - Tarsila do Amaral, pintora, desenhista e tradutora brasileira (m. 1973)
- 24 de setembro
  - Edward Bach, bacteriologista e patologista britânico (m. 1936).
  - Roberto Ortiz, presidente da Argentina de 1938 a 1942 (m. 1942)
- 16 de outubro — Israel Shochat, sionista russo (m. 1962).
- 17 de outubro - Spring Byington, atriz americana (m. 1971).
- 1 de dezembro - Zhu De, revolucionário e marechal chinês (m. 1976).
- 10 de dezembro - Victor McLaglen, ator inglês que fez carreira nos Estados Unidos (m. 1959).
- 12 de dezembro - Henriqueta Martins Catharino, feminista e educadora brasileira (m. 1969).

## Mortes
- 2 de janeiro - Marechal Emílio Luiz Mallet. (n. 1801)
- 17 de janeiro - Amilcare Ponchielli, compositor italiano (n. 1834)
- 25 de janeiro - Benjamín Vicuña Mackenna, político e historiador chileno (n. 1831)
- 17 de março - Pierre-Jules Hetzel, escritor e editor francês (n. 1814)
- 15 de maio - Emily Dickinson, poetisa estadunidense (n. 1830)
- 17 de maio - John Deere, ferreiro estadunidense, fundador da Deere & Company (n. 1804)
- 13 de junho - Luís II da Baviera (n. 1845)
- 21 de junho - Daniel Dunglas Home, médium escocês. (n. 1833)
- 11 de julho - Otto Wilhelm Hermann von Abich, mineralogista e geólogo alemão (n. 1806)
- 31 de julho - Franz Liszt, compositor e pianista teuto-húngaro (n. 1811)
- 9 de agosto - Samuel Ferguson, poeta, advogado e antiquário irlandês (n. 1810)
- 11 de agosto - Lydia Koidula, poetisa estoniana (n. 1843)
- 16 de agosto - Ramakrishna, líder religioso hindu da Índia (n. 1836)
- 11 de novembro - Paul Bert,  zoólogo, fisiologista e político da França (n. 1833)
- 18 de novembro - Chester A. Arthur, 21° Presidente dos Estados Unidos (n. 1829)

## Por tema
- 1886 na arte
- 1886 no Brasil
- 1886 na ciência
- 1886 no desporto
- 1886 na literatura
- 1886 na música